# Thomas Harte Franks
Pour les articles homonymes, voir Franks.
Thomas Harte Franks, né en 1808 à Bury et mort le 5 février 1862 à Tetsworth, est un officier britannique.

## Biographie
Il prend part à la seconde guerre des Sikhs (1848-1849) et sert à Lucknow lors de la révolte des Cipayes. Il participe alors à la marche sur Bénarès (1857) ainsi qu'aux opérations dans l'Oudh sous les ordres de Colin Campbell et de James Outram (en) (1858). Il termine sa carrière comme major général (1858).
Jules Verne le mentionne dans son roman La Maison à vapeur (partie 1, chapitre III).

## Publication
- Operations of the Juanpore Field Force and the Fourth Division: Under the Command of T. H. Franks in Its Progress from Benares to Lucknow, Jan., Feb., and Mar., 1858, Londres: Spottiswoode and Company, 1858